# 杜克大学医学院

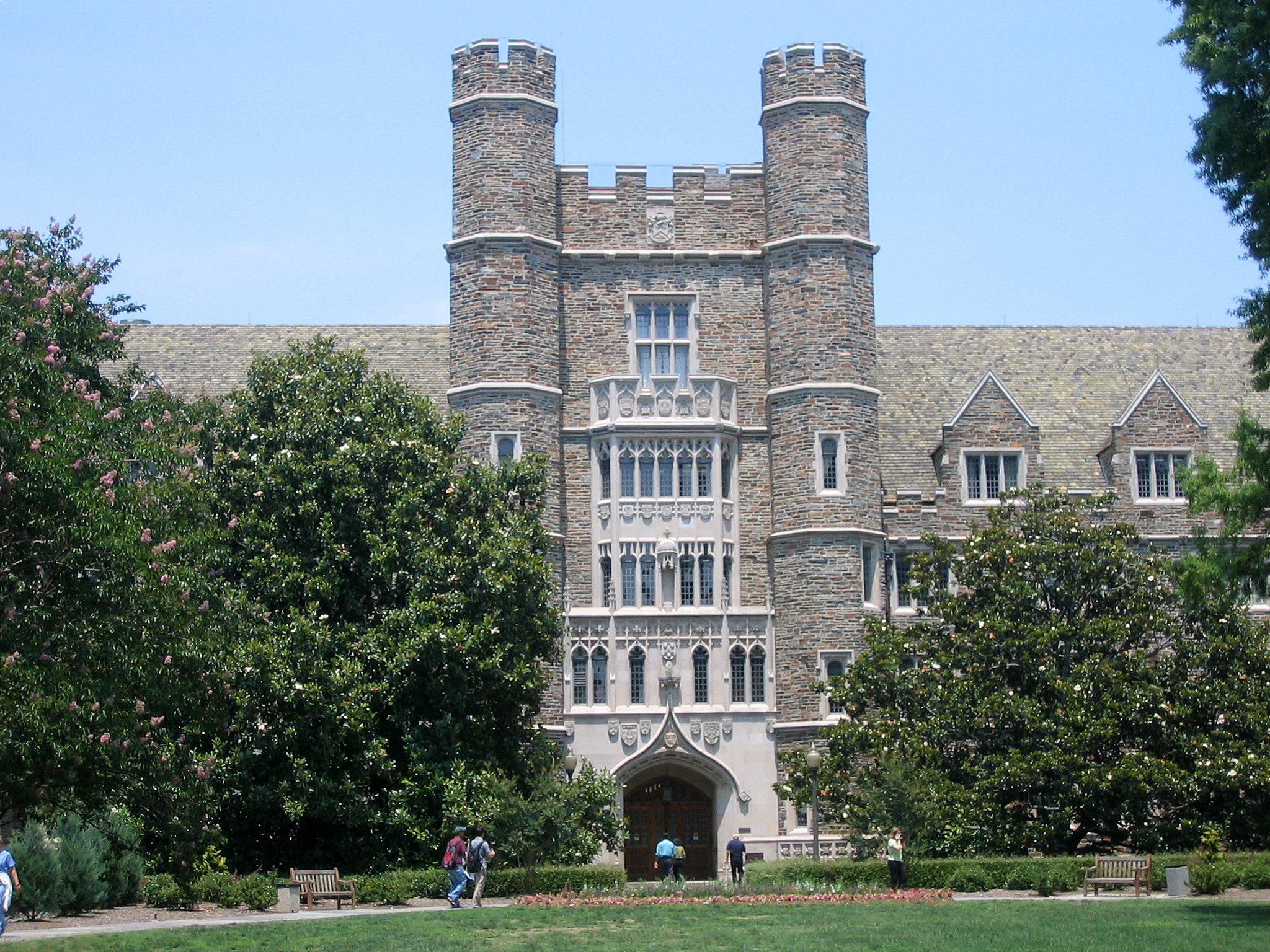
杜克大学医学中心

杜克大学医学院 (The Duke University School of Medicine) 是杜克大学医学中心的一部分。位于美国北卡罗莱那州德罕市。 

## 课程
杜克大学医学院具有独特的课程设置。在美国的大多医学院中，基础课程一般要两年；而在杜克大学医学院基础课程只需一年。医学生从第二年就开始临床轮转。这样的话，医学生从第三年始就可以进行科研等活动。

## 与新加坡国立大学的合作
杜克大学医学院最近宣布与新加坡国立大学合作在新加坡建立一医学院，称杜克-新加坡国立大学医学院 （页面存档备份，存于）。预计第一批新生将于2007秋季入学开课。
杜克大学(Duke University)和新加坡国立大学（National University of Singapore, NUS）于2005年4月签署了正式协议，根据协议两家机构将合作伙伴，在新加坡建立一个新的医学院。 根据协议，新加坡政府已经会在七年里显著投资设立杜克 - 新加坡国立大学新加坡成为医学研究和教育的领导中心。位于市中心的现代化设施的新加坡中央医院的理由，杜克 - 新加坡国立大学是新加坡第一个美国式的医学院。此外，我们还与一批有实力的科研机构在新加坡，包括国家癌症中心（National Cancer Centre），国家心脏中心 (National Heart Centre)，全国眼科中心，国家神经科学研究所和机构科学，技术和研究局（A * STAR）合作。 
杜克-新加坡国立大学医学院提供创新的MD和博士(PhD)课程。杜克 - 新加坡国立大学准备的医生不仅熟练掌握病人的护理，也能在医疗研究取得突破。 杜克 - 新加坡国立大学医学博士（Doctor of Medicine,MD)学位被授予联合杜克大学和新加坡国立大学，而博士学位授予由新加坡国立大学。

## 知名校友
- 榮·保羅, 美國眾議員、以及總統候選人
- 兰德·保罗, 美國參議員、以及總統候選人
- 布赖恩·科比尔卡, 2012 诺贝尔化学奖得主

## 参看
- 杜克大学
- 杜克大学医学中心